# Amaralina
Amaralina é um município brasileiro do interior do estado de Goiás, Região Centro-Oeste do país. Sua população estimada em 2021 era de 3 875 habitantes.

## Hidrografia
- Rio dos Bois
- Rio Gregório
- Rio São Domingos